# Xantos (ciutat)

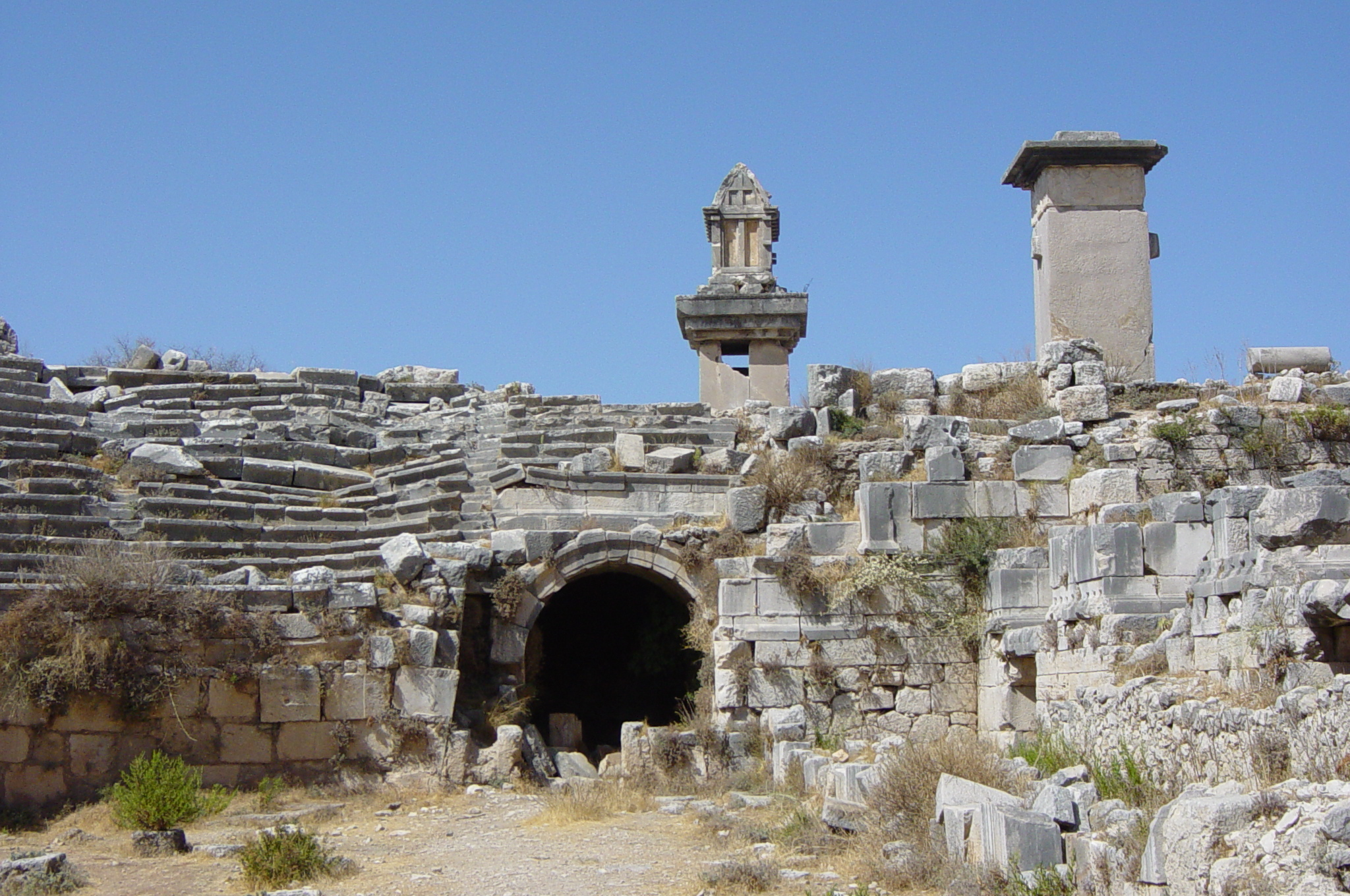
El teatre i dues tombes lícies a Xantos

Xantos o Xant (en llatí Xanthus, en grec antic Ξάνθος) era la ciutat més gran i la capital de Lícia i estava situada segons Estrabó a 70 estadis de la desembocadura del riu Xantos. Els edificis principals eren el temple de Sarpèdon i el d'Apol·lo de Lícia. No gaire lluny, hi havia el santuari de Leto, a la riba del riu. El seu nom lici era Arñna, i els hitites la van conèixer com Arinna. Pels hitites era una ciutat sagrada, com també ho eren Nerik, Samuha, i Ziplanda, i totes celebraven durant l'any diverses festes religioses.
El general persa Hàrpag, al servei de Cir II el Gran va atacar la ciutat. Els habitants es van defensar heroicament i finalment la van cremar amb les seves possessions i ells tancats a dins, abans de deixar-la caure en mans dels perses, cap als anys 544-543 aC, segons diu Heròdot. Més tard, la van reconstruir i, uns vint anys després, es van emetre monedes a la ciutat. Darios I de Pèrsia la va incloure a la primera satrapia, i es coneix el tribut que se li havia assignat. L'arqueologia demostra que una altra vegada va ser destruïda durant les lluites entre perses i grecs vers el 475-470 aC, per uns o altres o per causes naturals, i una vegada més la van tornar a reconstruir. Abans del 400 aC, Xantos va incorporar Telmesos.
Els escriptors grecs i romans diuen sempre que era una ciutat de Lícia. Alexandre el Gran va ocupar la ciutat, però no és clar si hi va entrar per força (com diu Apià) o els ciutadans el van deixar entrar voluntàriament (com diu Flavi Arrià). Després de la mort d'Alexandre, va pertànyer a Antígon el borni, i després va passar a Ptolemeu I Sòter, i del qual més tard va passar als selèucides, el 272 aC, i el 188 aC va ser inclosa en el Regne de Pèrgam pel tractat d'Apamea. El 133 aC, el Regne de Pèrgam va passar a Roma per llegat i, així, Xantos va convertir-se en ciutat romana.
Després de l'assassinat de Juli Cèsar, i durant les guerres civils que van seguir, l'exèrcit de Marc Juni Brut va atacar la ciutat, però els habitants van resistir. Els romans la van ocupar a l'assalt, continuà la lluita als carrers i va morir la major part de la població abans de rendir-se. Els incendis provocats pels assaltants la van destruir, cap a l'any 42 aC. D'aquesta segona destrucció ja no es va recuperar. Apià diu que Marc Antoni la va reconstruir, però en tot cas ja va ser un lloc sense importància.
Les seves ruïnes les va descobrir sir C. Fellows. Són properes a Kinik i contenen temples, tombes, arcs triomfals, muralles, i un teatre com a elements principals. Una part dels objectes trobats es van portar a Anglaterra el 1842 i 1843 i són al Museu Britànic.
Les ruïnes de Xantos i el santuari de Leto van ser declarats Patrimoni de la Humanitat per la Unesco l'any 1988.